# Ясновський сільський округ
Ясновський сільський округ (каз. Ясновка ауылдық округі, рос. Ясновский сельский округ) — адміністративна одиниця у складі Єсільського району Північноказахстанської області Казахстану. Адміністративний центр — село Ясновка.
Населення — 763 особи (2021; 1040 у 2009, 1509 у 1999, 1791 у 1989).
Станом на 1989 рік існувала Ясновська сільська рада (села Карабеловка, Стрільниковка, Ясновка) колишнього Московського району. Село Карабеловка було ліквідоване 2014 року.

## Склад
До складу округу входять такі населені пункти:
| Населений пункт     | Старі назви | Населення, осіб (1989) | Населення, осіб (1999) | Населення, осіб (2009) | Населення, осіб (2021) |
| ------------------- | ----------- | ---------------------- | ---------------------- | ---------------------- | ---------------------- |
| Карабеловка, село   | -           | 309                    | 242                    | 0                      | -                      |
| Стрільниковка, село | -           | 514                    | 410                    | 274                    | 150                    |
| Ясновка, село       | -           | 968                    | 857                    | 766                    | 613                    |